# Dieren

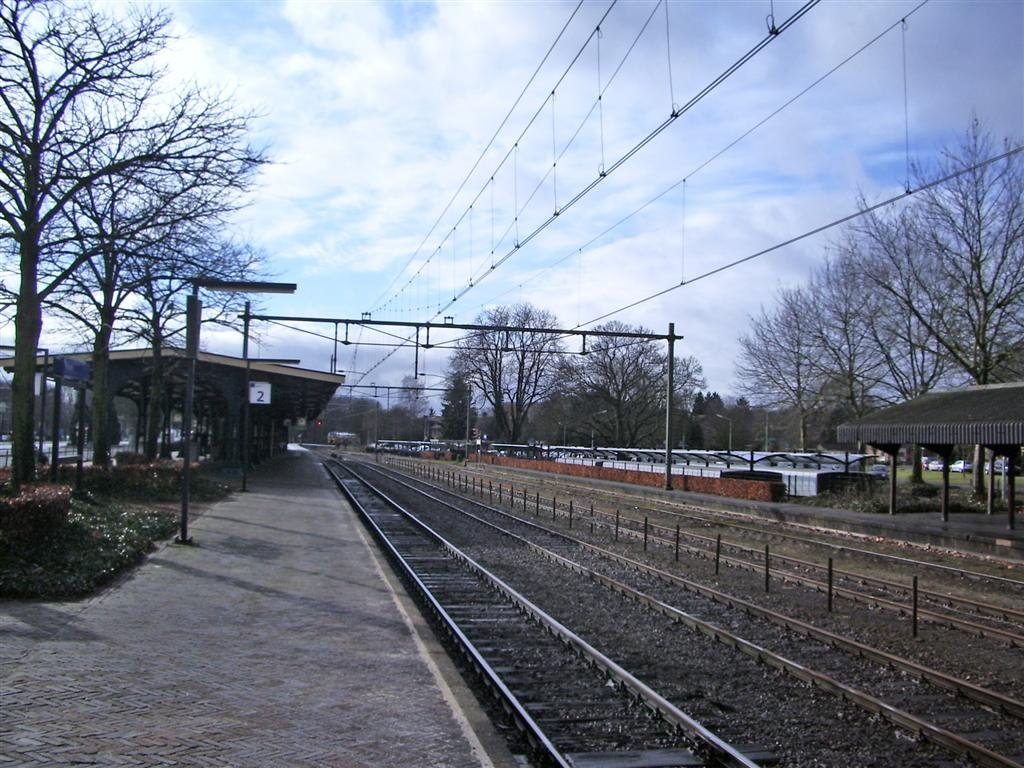
Dworzec kolejowy w Dieren

Dieren – miasto w Holandii, w gminie Rheden (prowincja Geldria), położone ok. 90 km na południowy wschód od Amsterdamu. Populacja: 14.842 (1 stycznia 2008).
Przez Dieren przebiega droga krajowa N348, łącząca Arnhem i Ommen.